# Ruta 247 (Costa Rica)
La Ruta 247, oficialmente Ruta Nacional Secundaria 247, es una ruta nacional de Costa Rica ubicada en la provincia de Limón.

## Descripción
En la provincia de Limón, la ruta atraviesa el cantón de Pococí (los distritos de Guápiles,  La Rita,  Roxana,  Cariari,  Colorado,  La Colonia).